# 広島県道353号内海三津線
広島県道353号内海三津線（ひろしまけんどう353ごう うちのうみみつせん）は、広島県呉市から東広島市に至る一般県道である。

## 概要
呉市安浦町内海北4丁目から東広島市安芸津町風早に至る。

### 路線データ
- 起点：呉市安浦町内海北4丁目（広島県道334号小多田安浦線交点）
- 終点：東広島市安芸津町風早（金丸交差点、国道185号交点）

## 地理

### 通過する自治体
- 呉市
- 東広島市

### 交差する道路
| 交差する道路              | 市町村名 | 交差する場所      | 交差する場所      |
| ------------------------- | -------- | ----------------- | ----------------- |
| 広島県道334号小多田安浦線 | 呉市     | 安浦町内海北4丁目 | 起点              |
| 広島県道206号風早停車場線 | 東広島市 | 安芸津町風早      |                   |
| 国道185号                 | 東広島市 | 安芸津町風早      | 金丸交差点 / 終点 |

### 交差する鉄道
- 呉線

### 沿線
- 東広島市立風早小学校